# Robert Fraisnel
Robert Fraisnel ou Robert Franiel est un dignitaire de l'ordre du Temple qui fut maréchal de l'ordre pendant la maîtrise de Gérard de Ridefort.

## Biographie
Robert Fraisnel est probablement issu d'une famille originaire du comté de Champagne et dont certains membres auraient tenu le château de Harim dans la principauté d'Antioche.
Il apparait dans une charte de 1179 comme grand précepteur de l'ordre du Temple (latin : magno preceptore) avant d'être nommé par la suite maréchal de l'ordre.

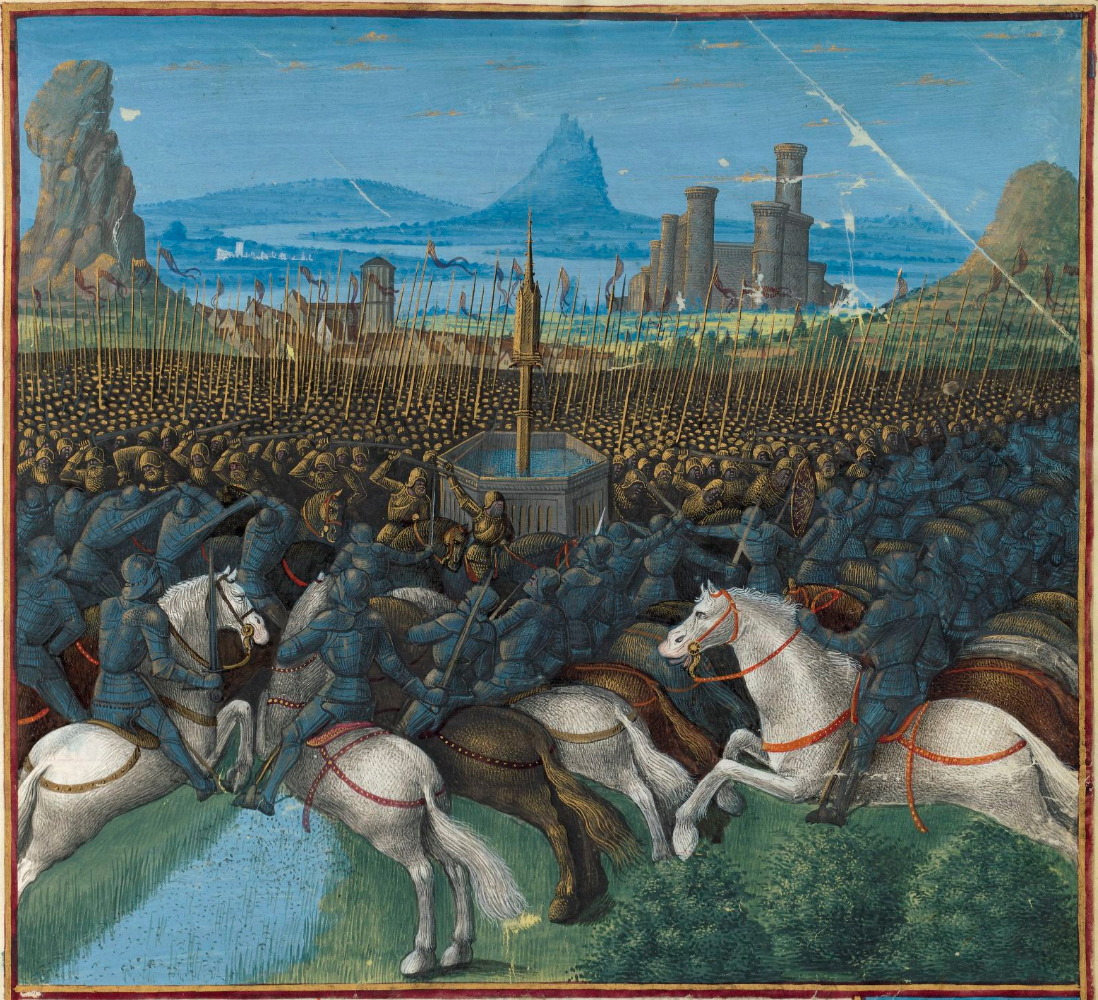
La bataille de La Fontaine du Cresson, miniature par Jean Colombe vers 1474.

En cette qualité, il accompagne à Tibériade les grands-maîtres du Temple et de l'Hôpital, Gérard de Ridefort et Roger de Moulins chargés de réconcilier Guy de Lusignan et Raymond de Tripoli après que Renaud de Châtillon, seigneur d'Outre-Jourdain, brise la trêve entre Francs et musulmans en attaquant une caravane qui se rendait du Caire à Damas et dans laquelle se trouvait la sœur de Saladin.
La petite troupe, composée d'environ 150 chevaliers, rencontre une armée de Saladin composée de 7 000 hommes, et Gérard de Ridefort souhaite engager le combat malgré les contestations de Roger de Moulins et de Jacques de Mailly. Le maître du Temple obtient gain de cause et les chevaliers francs chargent alors les musulmans le 1er mai 1187 lors la bataille de La Fontaine du Cresson où ils périssent sous le nombre de leurs adversaires, y compris le sénéchal Urs d'Alneto, Jacques de Mailly et le maréchal Robert Fraisnel.
Seuls cinq chevaliers hospitaliers et trois chevaliers templiers, dont Gérard de Ridefort, survivent à cette bataille.

## Source
- René Grousset, L'épopée des Croisades, 1939.
- (en) Jochen Burgtorf, The Central Convent of Hospitallers and Templars : History, Organization, and Personnel (1099/1120-1310), Leiden/Boston, Brill, 2008, 761 p. (ISBN 978-90-04-16660-8, présentation en ligne, lire en ligne)
- Emmanuel Guillaume Rey, « L'ordre du Temple en Syrie et à Chypre, les Templiers en Terre Sainte », Revue de Champagne et de Brie,‎ 1888, p. 241 à 256 et 367 à 379 (lire en ligne, consulté le 11 février 2022)